# Torse de pharaon ptolémaïque en basalte
Le torse d'un pharaon ptolémaïque est une ancienne statue égyptienne en basalte noir, fragmentaire, représentant un jeune et anonyme pharaon de la dynastie lagide qui a régné sur l'Égypte à l'époque hellénistique de 323 à 30 av. J.-C.. Il est conservé dans le département des antiquités égyptiennes du musée du Louvre.

## Description
Les jambes, le bas de la jupe, la main droite et la moitié du bras gauche et du nez ont été perdus ; de même, l'uræus (cobra) qui surmonte le front du souverain est abîmé depuis longtemps. Le pharaon est représenté selon les caractéristiques stylistiques de la statuaire royale égyptienne établies des milliers d'années plus tôt : en accord avec les anciennes traditions, sa pose est debout et immobile, les bras rigides contre les hanches et la jambe gauche avancée. Le visage est doux, la petite bouche semble « sourire », le torse est athlétique, mais plus doux que musclé, ce qui laisse à penser au jeune âge du roi.

## Hypothèse de datation et d'identification
Sur la base de considérations stylistiques, il est possible de constater que l'œuvre est postérieure au IIIe siècle avant notre ère. L'expression semblant « faire la moue » est typique du Ier siècle, comme pour le colosse de Ptolémée II ou l'un des Ptolémée XV en César. La jeunesse du sujet pourrait laisser attribuer la statue à Ptolémée V, pharaon à l'âge de six ans, même si la petite bouche et les grands yeux semblent plus typiques de la seconde moitié du IIe siècle, et plus précisément du règne de Ptolémée VIII.

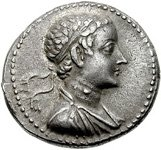
Ptolémée V.
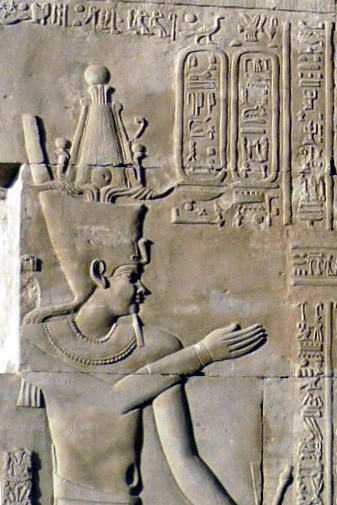
Ptolémée VIII, temple de Sobek et Haroëris.